# Ischnomera griseicornis
Ischnomera griseicornis là một loài bọ cánh cứng trong họ Oedemeridae. Loài này được Tonkin Pic miêu tả khoa học năm 1922.